# Christian Hefenbrock
Christian Hefenbrock (ur. 15 maja 1985 w Kyritz) – niemiecki żużlowiec.

## Życiorys
W polskiej lidze startuje od 2005. Przez jeden sezon startował w SK Lokomotīve Dyneburg. W 2006 występował w ekstralidze (Włókniarz Częstochowa). 8 czerwca 2007 został wypożyczony do końca sezonu do pierwszoligowego GTŻ-u Grudziądz. W 2008 Startował w barwach Polonii Bydgoszcz. W sezonie 2010 powrócił do drużyny Włókniarz Częstochowa. Następnie reprezentował barwy jeżdżącego w II lidze klubu ROW Rybnik. Ponadto startował w innych ligach: Teterow (Niemcy), Luxo Stars Malilla (Szwecja), Lakeside Hammers (Wielka Brytania).

## Osiągnięcia
| Sezon | Miejsce   | Msc | Pkt                     | Biegi                   |        |
| ----- | --------- | --- | ----------------------- | ----------------------- | ------ |
| 2005  | Pardubice | 5-7 | odpadnięcie w półfinale | odpadnięcie w półfinale | Niemcy |
| 2006  | Rybnik    | 4   | 10                      | (3,1,2,2,2,0)           | Niemcy |

- brązowy medal indywidualnych mistrzostw świata juniorów (2006)
- brązowy medal indywidualnych mistrzostw Europy (2006)
- złoty medal indywidualnych mistrzostw Niemiec
- srebrny medal Indywidualnych mistrzostw Niemiec juniorów
- srebrny medal drużynowych mistrzostw Polski (2006)